# Pontiothauma mirabile
Pontiothauma mirabile é uma espécie de gastrópode do gênero Pontiothauma, pertencente a família Raphitomidae.